# Masato Takaki
Masato Takaki (4 de agosto de 1966) es un deportista japonés que compitió en vela en la clase 470. Ganó dos medallas en el Campeonato Mundial de 470, plata en 1994 y bronce en 1996.

## Palmarés internacional
| \| Campeonato Mundial \| Campeonato Mundial \| Campeonato Mundial \| Campeonato Mundial \| \| Año \| Lugar \| Medalla \| Clase \| \| ------------------ \| --------------------- \| ------------------ \| ------------------ \| \| 1994 \| Helsinki (Finlandia) \| Medalla de plata \| 470 \| \| 1996 \| Porto Alegre (Brasil) \| Medalla de bronce \| 470 \| |                       |                   |       |
| Campeonato Mundial |                       |                   |       |
| Año | Lugar                 | Medalla           | Clase |
| 1994 | Helsinki (Finlandia)  | Medalla de plata  | 470   |
| 1996 | Porto Alegre (Brasil) | Medalla de bronce | 470   |